# Région de Eastman
La région de Eastman est une division du Manitoba au Canada. Elle est située au sud-est de la province, entre la rivière Rouge et la frontière de l'Ontario, et entre la rivière Winnipeg et la frontière américaine. 
La ville de Steinbach est la plus populeuse de la région. L'autoroute transcanadienne passe au milieu. La région comprend les divisions de recensement No. 1, 2 et 12 qui cumulent une population de 93 115 habitants (2006). Sa superficie est de 21 137 km2 (8 161 mi2).

## Principales communautés
- Beauséjour
- Lac du Bonnet
- Niverville
- Powerview-Pine Falls
- Sainte-Anne
- Saint-Pierre-Jolys
- Steinbach